# Егорьев, Константин Николаевич
Константи́н Никола́евич Его́рьев (1870 — ?) — русский генерал-лейтенант.

## Биография
Окончил 1-й Московский кадетский корпус и Одесское военное (пехотное) училище. Служил в 60-м резервном батальоне. В 1896 году окончил Николаевскую академию Генерального штаба по первому разряду. После этого на штабных должностях. С 17 января 1898 — старший адъютант штаба 14-й пехотной дивизии. С 22 декабря 1898 помощник старшего адъютанта штаба Одесского военного округа и Киевского военного округа. В 1900—1901 годах в должности командира роты участвовал в боевых действиях в Китае. С 21 апреля 1901 — обер-офицер для поручений при штабе Одесского военного округа. Цензовое командование ротой отбывал в 14-м стр. полку (02.04.1901-02.04.1902). Подполковник (ст. 14.04.1902). С апреля 1902 по январь 1904 — начальник штаба Очаковской крепости.
Участник русско-японской войны. С сентября 1904 по март 1906 был начальником сухопутного Новокиевского этапного участка. Командовал Посьетским пехотным полком и Посьетским отрядом. С марта 1906 по август 1906 — исправляющий должность начальника штаба 35-й, а затем до января 1907 — 5-й пехотных дивизий.
С июня 1910 — заведующий мобилизационной частью Главного интендантского управления. Генерал-майор (1911). В апреле 1910 был утверждён в должности помощника Главного интенданта Военного министерства. Одновременно — исправляющий должность редактора «Интендантского журнала».
Во время первой мировой войны помощник главного интенданта, а с 20 марта 1916 — главный полевой интендант в Ставке Верховного Главнокомандующего.

## Награды
- Орден Святого Станислава 3-й ст. (1900);
- Орден Святой Анны 3-й ст. (1904);
- Орден Святого Станислава 2-й ст. (1905);
- Орден Святой Анны 2-й ст. (1905);
- Мечи к ордену Св. Анны 2-й ст. (1905);
- Орден Святого Владимира 4-й ст. (06.12.1910);
- Орден Святого Станислава 1-й ст. (06.04.1914).
- Орден Святой Анны 1-й ст. (22.03.1915);